# Karl von Müller (Ingenieur)

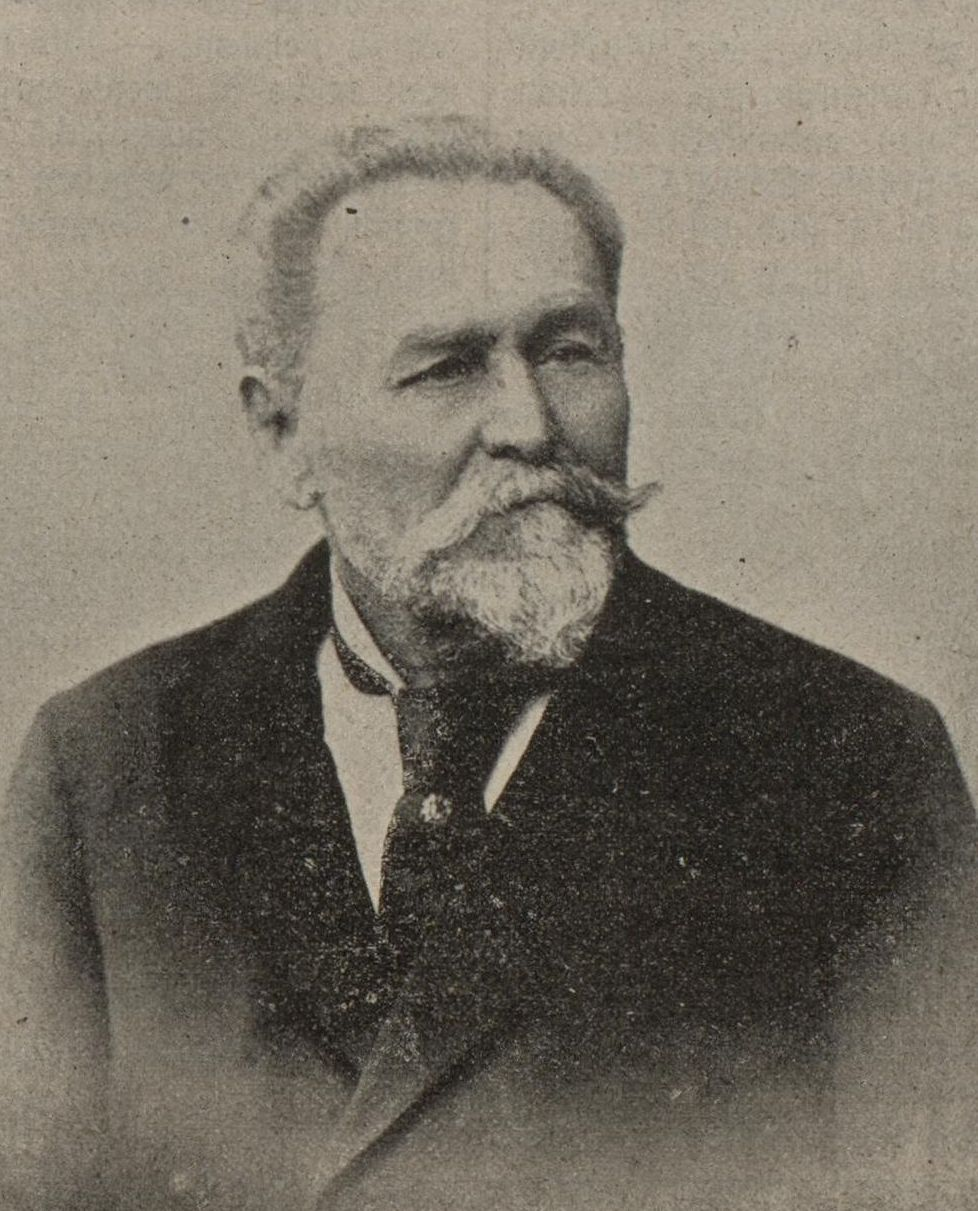
Karl von Müller

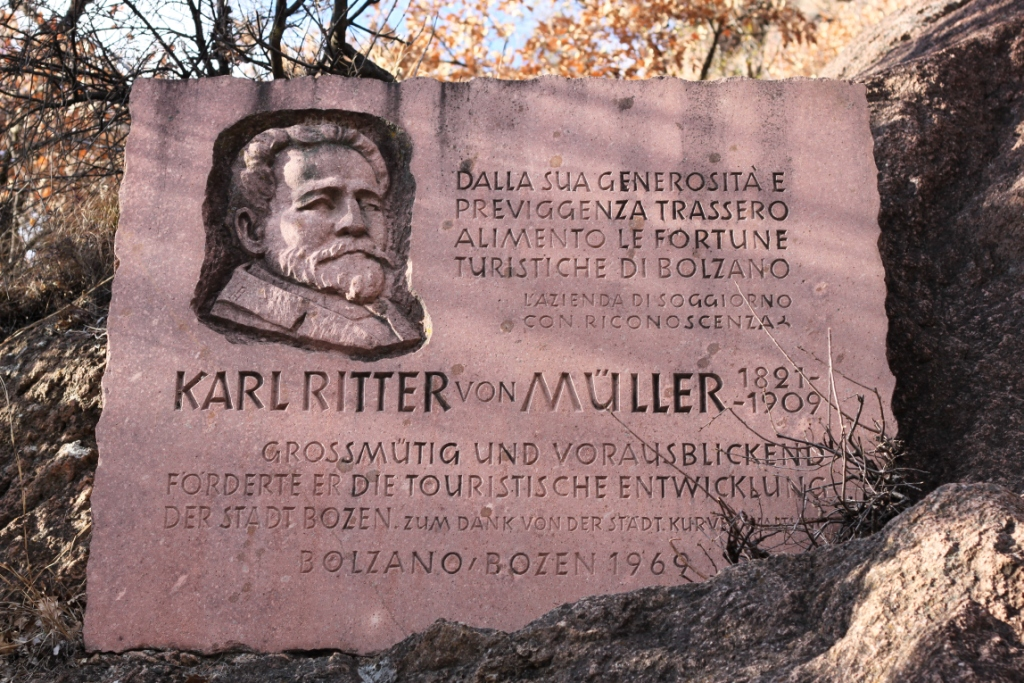
Die Gedenktafel für Karl Ritter von Müller an der Oswaldpromenade in Bozen

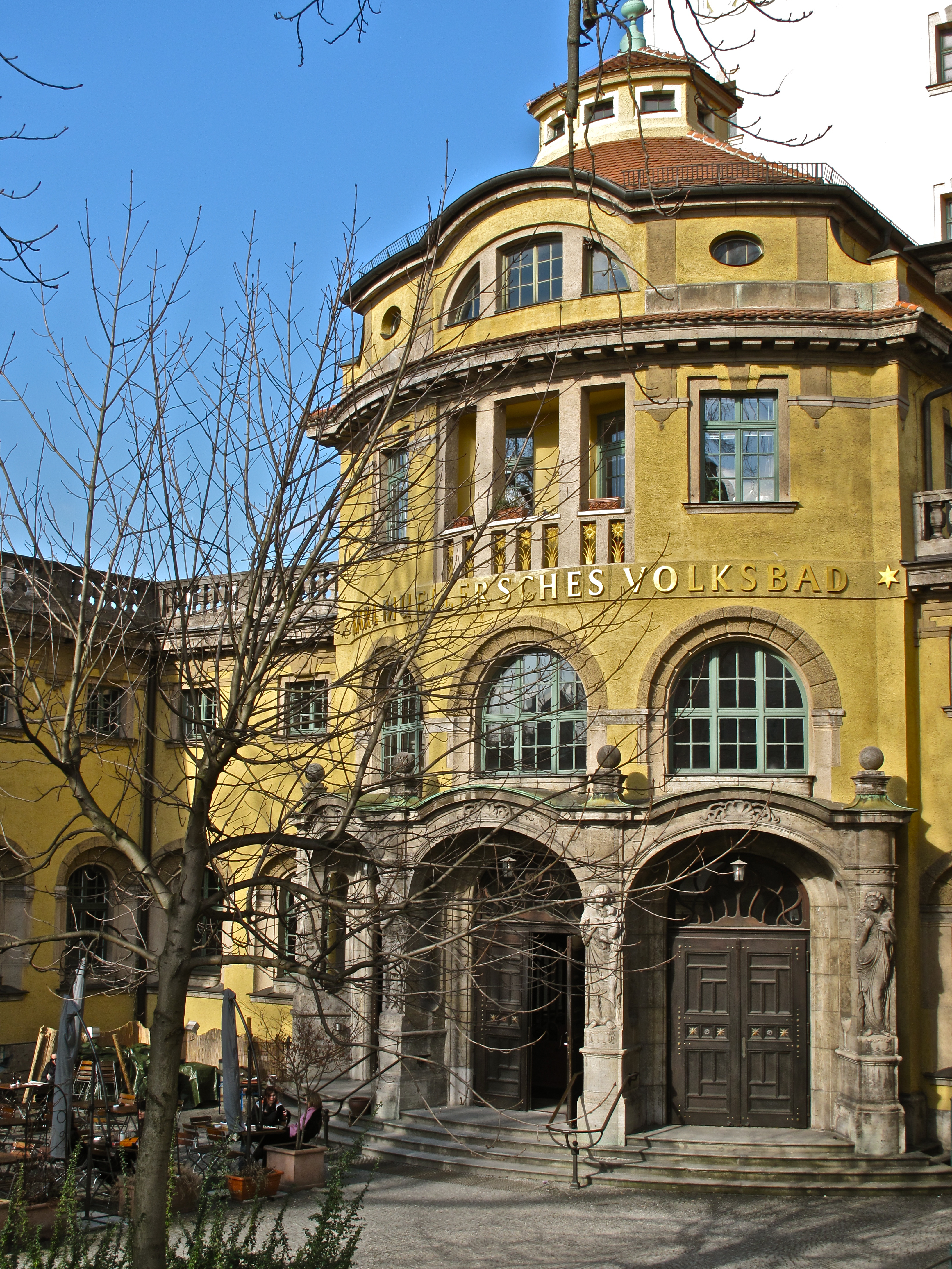
Eingang zum Müllerschen Volksbad in München

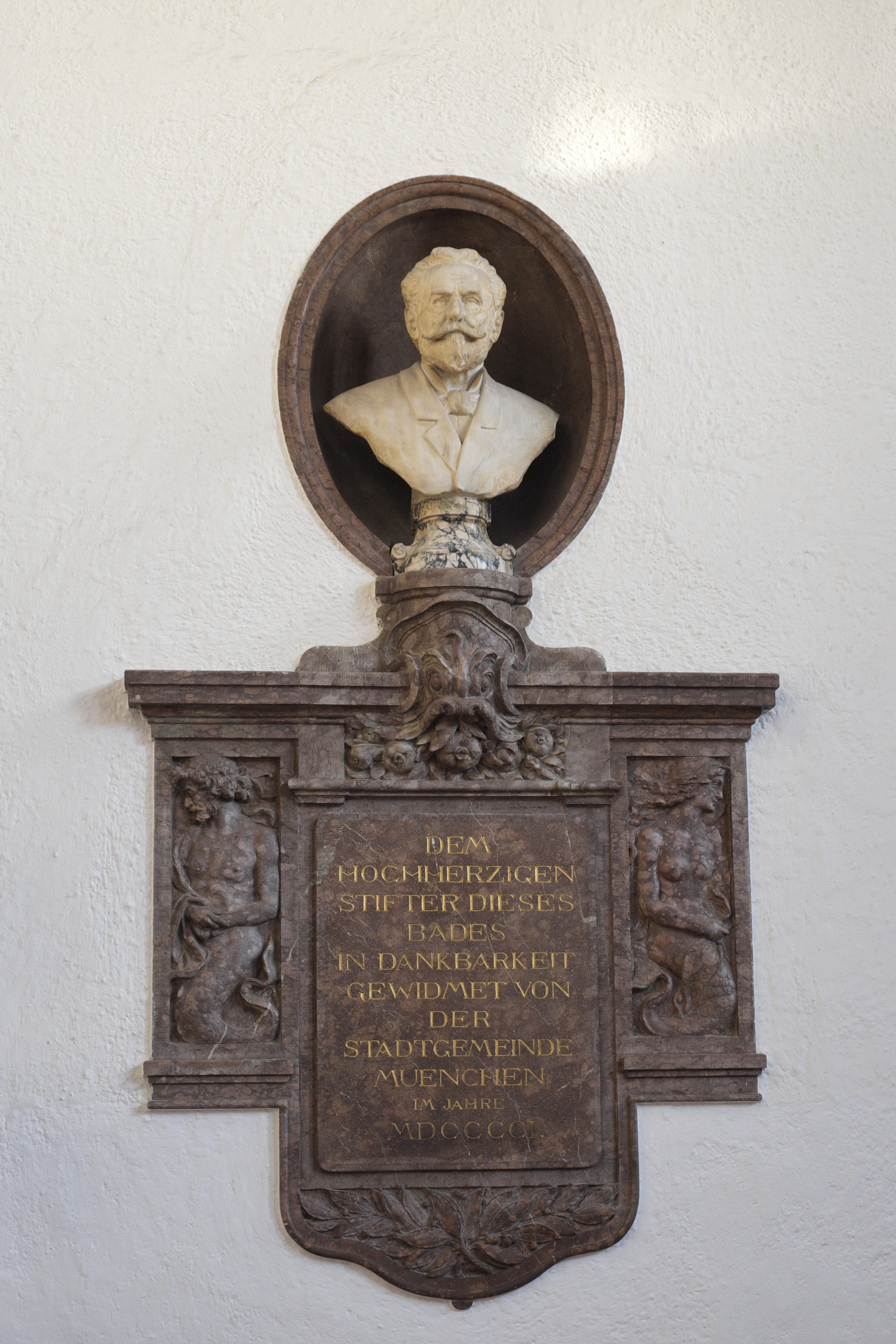
Büste und Gedenktafel im Müllerschen Volksbad

Karl Müller, ab 1901 Ritter von Müller, (auch: Carl; * 1. März 1821 in Benediktbeuern; † 4. Juli 1909 in Gries bei Bozen, Österreich-Ungarn) war ein deutscher Ingenieur, Schulgründer und Wohltäter der Städte München und Bozen. 

## Leben
Karl Müller wurde im März 1821 in Benediktbeuern als Sohn des königlichen Baubeamten Jakob Müller und dessen Frau Elisabeth Neyer geboren. Nach seinem Studium der Bautechnik wurde dem erst 24-Jährigen schon die Trassierung der Bahnlinie durch das Mühltal von München nach Starnberg, einer der ersten Bahnlinien Oberbayerns, anvertraut. 1846 hatte er die Leitung des Straßenbaus zum Schloss Hohenschwangau.
In Dornbirn gründete Müller kurz darauf eine technisch-gewerbliche Privatlehranstalt, die auch nach seiner Übersiedelung 1851 nach Innsbruck und Wien weiterbetrieben wurde. In Innsbruck tat er am 1. Dezember 1848 dasselbe, doch da die Unterstützung der Behörden ausblieb, musste sie ein Jahr später wieder eingestellt werden.
In eine auf drei Jahre befristete Anstellung (1850–1853) als städtischer Bauinspektor Innsbrucks fielen zahlreiche Bauten wie jene der Kettenbrücke und der Eisenbahnbrücke über den Inn bei Mühlau. Auch begleitete er die Einführung einer neuen Bauordnung.
Nach vielen Privatbauten übernahm er in München dieselben Aufgaben und errichtete zwischen 1861 und 1863 in Eigenregie einen Miet- und Geschäftshäuserkomplex, der unter dem Namen „Müller-Häuser“ bekannt war.
Nachdem ihn seine erfolgreiche Berufslaufbahn zu bedeutendem Wohlstand geführt hatte, unternahm Müller weite Reisen nach Afrika und Asien und setzte sich schließlich 73-jährig als Rentier in Gries bei Bozen zur Ruhe. Dort hat er 1889 inmitten eines Rebengrundstückes ein Haus gebaut. Er war zweimal verwitwet und kinderlos geblieben. Müller ist in Weilheim, dem letzten Wohnsitz seiner Eltern, beerdigt.
Müller war ein Anhänger der sozialreformerischen Badebewegung. 1894 schenkte er der Stadt München die Müller-Häuser im damaligen Wert von 1,5 Millionen Mark mit der Auflage, sie zu verkaufen und aus dem Erlös ein Volksbad, hauptsächlich für Unbemittelte, zu bauen. Von 1897 bis 1901 wurde am Ufer der Isar das Müllersche Volksbad nach einem Entwurf von Carl Hocheder im barockisierenden Jugendstil erbaut, das am 1. Mai 1901 eröffnet wurde. Die Wascheinrichtung war seinerzeit eine der größten der Welt. Prinzregent Luitpold ernannte Müller dafür am 29. April 1901 zum Ritter des königlichen Verdienstordens der Bayrischen Krone. 
Karl Ritter von Müller vermachte dem 1874 gegründeten Curverein Bozen-Gries zur Hebung der Kurverhältnisse testamentarisch sein Haus und den beachtlichen Weinberg- und Gartenbesitz. Aufgrund des Bestehens von Rentenbezugsberechtigten konnte dieses Vermächtnis aber erst im Jahr 1937 liquidiert werden. Die Bozner Kurverwaltung konnte mit dem Erlös die Oswaldpromenade vom Peter-Ploner-Weg bis St. Magdalena verlängern und zudem die Errichtung des städtischen Freibades (Lido) mitfinanzieren. 1969 wurde dafür an der Oswaldpromenade von der städtischen Kurverwaltung zum Dank für die touristische Entwicklung der Stadt Bozen eine Gedenktafel errichtet.